# Мигиндоала (Сибињ)
Мигиндоала (рум. Mighindoala) насеље је у Румунији у округу Сибињ у општини Шеика Маре. Oпштина се налази на надморској висини од 461 m.

## Становништво
Према подацима из 2002. године у насељу је живело 2 становника.